# Quadrivium

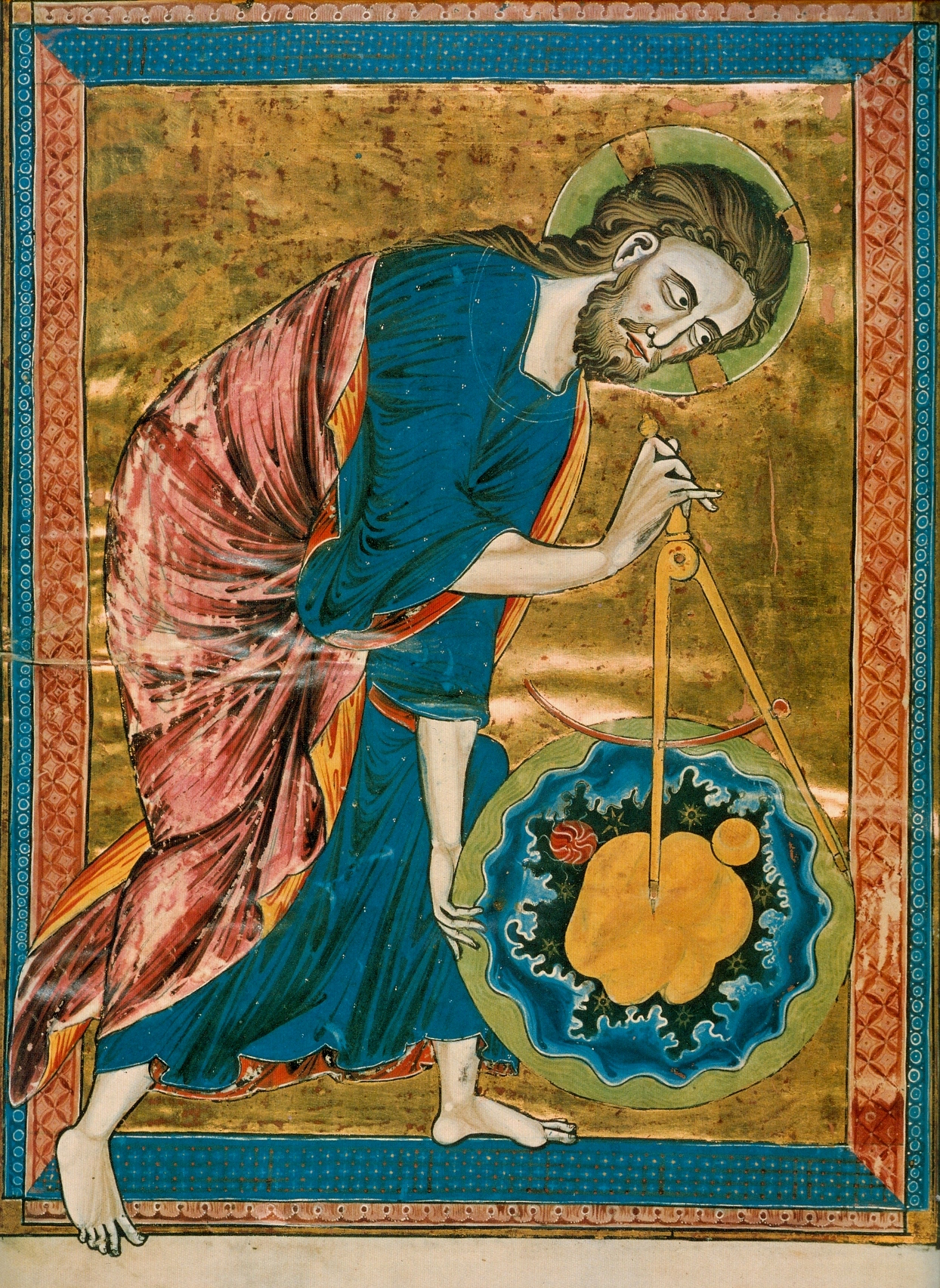
La science, et en particulier la géométrie et l'astronomie/l'astrologie, était directement liée au divin pour la plupart des érudits médiévaux. Le compas dans ce manuscrit du XIIIe siècle est un symbole de l'acte de Création de Dieu. Dieu a créé l'univers selon des principes géométriques et harmoniques, chercher ces principes était donc chercher et adorer Dieu.

Le terme quadrivium désigne l'ensemble des quatre sciences mathématiques dans  la théorie antique : arithmétique, géométrie, musique, astronomie.

## Histoire
Le principe de ce rapprochement des sciences mathématiques semble avoir vu le jour assez tôt. Un fragment conservé du  pythagoricien Archytas (vers 360 av. J.-C.) témoigne de l'existence de cette idée dans l'enseignement de Pythagore. Fragment 1 d'Archytas :
«  Les mathématiciens, à mon avis, savent bien discerner et comprendre comme il faut (et cela n'est nullement surprenant) la nature de chaque chose (...). Aussi, touchant la vitesse des astres, de leur lever et de leur coucher, nous ont-ils donné une connaissance claire, tout autant qu'en géométrie plane, en arithmétique et en sphérique, sans oublier non plus la musique. Car ces sciences semblent sœurs, puisqu'elles s'occupent des deux premières formes de l'être, qui sont elles-mêmes sœurs. »
— Porphyre, Commentaire sur les Harmoniques de Claude Ptolémée
Platon évoque un rapprochement entre ces sciences : science des nombres, géométrie plane, géométrie des solides, science des mouvants. Il parle de l'astronomie et de l'harmonique comme « sciences sœurs », en expliquant que l'astronomie est faite pour les yeux comme l'harmonique pour l'ouïe.
Il met en relation l'harmonie des sphères avec les orbites célestes.
Ce n'est qu'avec Boèce qu'apparaît le concept de quadriuium (ou quadruuium pour garder la graphie de Boèce). Le terme forgé par Boèce (qui signifie à proprement parler la « quadruple voie ») s'inspire peut-être d'une expression de Nicomaque de Gérase (sa source essentielle pour les sciences mathématiques), qui parlait des  τέσσαρες μέθοδοι, c'est-à-dire des « quatre sciences », mais avec le jeu étymologique sur μέθοδος, dont le sens premier est « la voie ».
Le concept de quadrivium aura une postérité extrêmement importante dans l'enseignement médiéval.
D'abord, pendant la Renaissance carolingienne du VIIIe siècle, Bède le Vénérable l'inclut, aux côtés du trivium (disciplines que nous appellerions littéraires : grammaire, rhétorique, dialectique), dans les sept arts libéraux qui furent introduits dans les monastères.
Lors des invasions viking, sarrasine et hongroise (820-920), la désorganisation des monastères entraîna un oubli presque total du quadrivium.
Aux alentours de l'an mille, il était difficile de trouver de bons enseignants pour les sujets du quadrivium. Ainsi, le moine français Gerbert d'Aurillac (v. 945/950-1003, futur pape sous le nom de Sylvestre II) alla jusqu'à un monastère en Catalogne pour approfondir ses connaissances. Cette région était en effet au contact de la civilisation islamique, alors en plein développement, et se prêtait bien aux échanges culturels. A son retour en Occident, il introduisit l'astrolabe et un nouveau type d'abaque.
Par la suite, le quadrivium fut revigoré, notamment avec la fondation d'écoles cathédrales. Ainsi Fulbert de Chartres agrandit l'école de Chartres. Fulbert est influencé par Gerbert, mais il est douteux qu'il ait été son élève.
Le moine Birtferth, aux alentours de l'an mille, pensait que le comput, le calcul des fêtes mobiles, était une science complexe, qui s'appuyait sur deux disciplines du trivium, et deux disciplines du quadrivium.